# Никиткино (Гороховецкий район)
Никиткино — деревня в Гороховецком районе Владимирской области России, входит в состав Денисовского сельского поселения.

## География
Деревня расположена в 4 км на северо-восток от центра поселения посёлка Пролетарский и в 26 км на юго-запад от Гороховца.

## История
В XIX — первой четверти XX века деревня входила в состав Ждановской волости Вязниковского уезда, с 1926 года — в составе Олтушевской волости. В 1859 году в деревне числилось 22 дворов, в 1905 году — 20 дворов, в 1926 году — 35 дворов.
С 1929 года деревня входила в состав Дубовского сельсовета Вязниковского района, с 1940 года — в составе Денисовского сельсовета, с 1965 года в составе Гороховецкого района, с 2005 года в составе Денисовского сельского поселения.

## Население
| 2010 | 2021 |
| ---- | ---- |
| 6    | ↘3   |